# Cap Blanc Nez
Cap Blanc Nez (promontorio bianco in italiano) è una località situata sulla Côte d'Opale, nel dipartimento francese del Passo di Calais, nella Francia settentrionale. Questo luogo attrae molti turisti per le sue particolari caratteristiche paesaggistiche. Si tratta infatti di una vasta zona che si affaccia sul Mare del Nord con scogliere bianche alte anche oltre i 100 metri (il punto più alto si trova a 134 metri s.l.m.) che scendono a picco sulle spiagge sabbiose. In condizioni meteorologiche particolarmente favorevoli si vedono le scogliere bianche di Dover in Inghilterra, che distano dal Cap Blanc Nez una quarantina di chilometri, del tutto simili alle scogliere francesi. Assieme al Cap Gris-Nez costituisce il cosiddetto Site des deux Caps (sito dei due promontori, in italiano).